# Fernando da Costa Tourinho Neto
Fernando da Costa Tourinho Neto ComMM (Salvador, 17 de abril de 1943) é um jurista brasileiro. Juiz do Tribunal Regional Federal da 1ª Região, indicado pelo Superior Tribunal de Justiça (STJ). Com mandato de 8 de agosto de 2011 a 17 de abril de 2013. Foi presidente da Associação dos Juízes Federais do Brasil (Ajufe) entre maio de 1998 e junho de 2000.
Admitido em 1996 à Ordem do Mérito Militar no grau de Oficial especial pelo presidente Fernando Henrique Cardoso, Tourinho foi promovido pelo mesmo em 2002 ao grau de Comendador.

## Polêmicas
O magistrado é bastante conhecido por suas decisões judiciais polêmicas. O Senador Pedro Taques em um pronunciamento perante o Senado criticou veementemente a atuação do desembargador Tourinho Neto pelo reconhecimento da ilegalidade das interceptações telefônicas em favor de Carlinhos Cachoeira e sua suposta quadrilha. 
— Felizmente, o Dr. Tourinho Neto não foi ouvido pelos outros dois magistrados da turma a que pertence no TRF da 1ª Região. Os outros dois desembargadores entenderam contrariamente ao que disse o Dr. Tourinho Neto. De acordo com o que diz a Constituição e o Dr. Paulo Augusto Moreira Lima [juiz que decretou a prisão de Cachoeira], a investigação é lícita, constitucional. O Dr. Tourinho Neto é useiro e vezeiro em nulificar investigações (...)Esse Dr. Tourinho Neto, ao meu juízo, é um desembargador que não está cumprindo o que diz a Constituição. Pedro Taques

### Operação Monte Carlo
Em Junho de 2012, Fernando da Costa Tourinho Neto declarou como ilegais os grampos telefônicos colocados pela Polícia Federal durante a Operação Monte Carlo. Essa operação desmantelou o grupo de Carlinhos Cachoeira. Posteriormente, a decisão judicial foi revertida por unanimidade por outros dois desembargadores que entenderam que as interceptações eram lícitas.[carece de fontes?]
Essa decisão trouxe mais uma vez à tona a discussão sobre corrupção nos altos escalões políticos e jurídicos do país, já que em efeito, praticamente isenta todos os 81 denunciados pelo Ministério Público, depois de extensa investigação da Polícia Federal.
No dia 1º de agosto de 2012, o desembargador Fernando da Costa Tourinho Neto determinou que o processo em face de Carlinhos Cachoeira fosse suspenso até que se identificasse quais foram os fundamentos para a interceptação telefônica efetuada contra o suposto contraventor Carlinhos Cachoeira e sua quadrilha.
Fernando Tourinho Neto concedeu uma Habeas Corpus em favor de Andressa Mendonça, mulher de Carlinhos Cachoeira, para que ela pudesse visitar o seu marido no presídio. Ela havia sido impedida de visitá-lo após decisão judicial que reconheceu que ela tentara chantagear o Juiz Federal Alderico Rocha Santo, responsável pelo processo referente à Operação Monte Carlo, que culminou na prisão de Cachoeira.
Em novo episódio, no dia 18 de Setembro de 2012, o desembargador Tourinho Neto determinou a devolução dos valores pagos por Andressa Mendonça, à título de fiança após tentar chantagear o Juiz Federal Alderico Rocha Santo. Ele entendeu que a mulher de Cachoeira não seria um obstáculo ao andamento do processo, mesmo diante de elementos probatórios que demonstrariam que ela estava interferindo no processo em desfavor de seu marido, Carlinhos Cachoeira.
Noutra oportunidade, o Des. Tourinho Neto entendeu que o Juiz Alderico, responsável pelo processo de Carlinhos Cachoeira, estava tomando decisões que retardavam o andamento do processo o que prejudicava a defesa. Assim, o magistrado deferiu liminar em habeas corpus para a soltura de Carlinhos Cachoeira. O Ministério Público interpôs recurso de sua decisão por entender que a mora no processo seria de responsabilidade do Tourinho Neto quando determinará por diversas vezes a suspensão do processo e da defesa.

### Operação Trem Pagador
No dia 12 de setembro de 2012, o desembargador Tourinho Neto proferiu decisão em que considerou ilícitas as interceptações telefônicas produzidas em detrimento do ex-presidente da Valec, José Francisco das Neves, o Juquinha. O magistrado, acolhendo a tese da defesa, entendeu que não caberia a decretação da interceptação porque o crime supostamente investigado era de fraude à licitação, o qual não admitiria a decretação dessa medida cautelar, nos termos da legislação processual brasileira. O Ministério Público sustenta que o objeto das investigações não se restringia ao crime de fraude à litação, mas também ao crime de lavagem de dinheiro dentre outros. A decisão ainda é passível de recurso.